# Monte Korab
El monte Korab (albanés, Maja e Korabit o Mali i Korabit, macedonio, Голем Кораб, Golem Korab) es la montaña más alta de Albania y Macedonia del Norte, formando su cumbre la frontera entre los dos países. El monte Korab es adyacente a los montes Šar. Hay otros tres picos en Albania que alcanzan una altura de más de 2.700 metros, alcanzando los otros dos 2.716 y 2.745 m s. n. m.

## Características
Tiene varios picos por encima de los 2.000 metros. El más importante es:
- El Gran Korab (en albanés: Maja e Korabit o Mali i Korabit, en macedonio: Голем Кораб (Golem Korab) o Кобилино Поле (Kobilino Pole)). Su altura desde el nivel del mar es 2.753 m (datos antiguos) o 2.764 m (datos actuales).

Otros son:
- Kepi Bar (2.595 m)
- Mala Korapska Vrata (2.425 m; datos antiguos)
- Kabash (2.395 m)
- Ciganski Premin (2.295 m)
- Plocha (2,235 m)
- Visoka Karpa (2.090 m).

Estos picos son de vez en cuando rotos por movimientos tectónicos radiales en forma de bloques que terminan en el valle del río Radika en el lado macedonio. Estos bloques de vez en cuando han hecho más abruptas las laderas que están por encima de los 500 m. Particularmente notable es también el área alpina de Kabash con varios escarpados y a duras penas accesibles picos. En su parte más alta, sobre los 2.000 m, el clima es alpino e incluye elementos de flora alpina.
La frontera del estado cruza el pico más alto, el Gran Korab.
Durante la guerra de Kosovo, hubo un frente en el Korab, y allí hay aún una zona minada alrededor de la montaña. Ascender la montaña desde el lado macedonio es posible tras complicados trámites burocráticos y acompañado de una escoltar militar. 
La mejor forma para escalar al Golem Korab es unirse a una escalada internacional que tiene lugar cada año a primeros de septiembre. la escalada está organizada por el club montañero PSD "Korab" de Skopie.

## Véase también

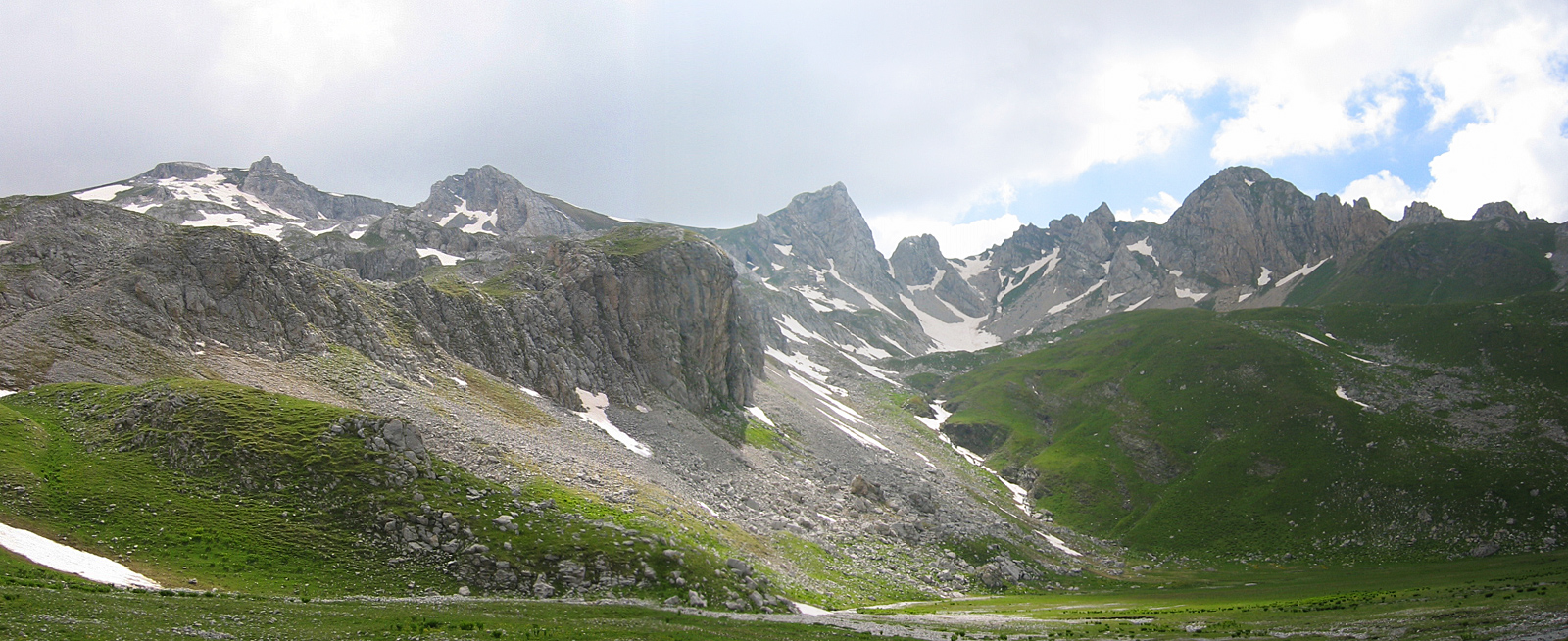
La cadena montañosa Korab.